# 24 september
24 september is de 267ste dag van het jaar (268ste dag in een schrikkeljaar) in de Gregoriaanse kalender. Hierna volgen nog 98 dagen tot het einde van het jaar.

## Gebeurtenissen
- Algemeen
  - 2015 - Zeker 717 pelgrims worden doodgedrukt in het gedrang bij de bedevaart in Mina. Er vallen ruim 800 gewonden. Ieder jaar zijn er doden en gewonden te betreuren in het gedrang tijdens de bedevaart naar Mekka. Het tot nu toe dodelijkste jaar was 1990, toen 1426 pelgrims overleden.
  - 2023 - Bij een brand in een kolenmijn in de Chinese stad Panzhou komen zestien mensen om het leven. Een onbekend aantal personen zijn vermist.[1]
- Criminaliteit en veiligheid
  - 1992 - Bij een wereldomspannende actie wordt de Nederlandse drugscriminele Bettien Martens opgepakt door de Italiaanse politie in Rome.
  - 2004 - In Leeuwarden wordt de 32-jarige Manuel Fetter rond vier uur 's nachts doodgestoken omdat hij een opmerking maakt over een kapotgegooid bierflesje.
- Economie
  - 2017 - Deliveroo haalt 385 miljoen dollar (322 miljoen euro) op aan nieuwe financiering bij investeerders. Met dat geld denkt de populaire maaltijdbezorgdienst onder meer verder te kunnen uitbreiden naar nieuwe steden en landen.
- Infrastructuur
  - 1993 - Ingebruikname in Rotterdam van de Willemsspoortunnel. De treinen rijden vanaf nu door deze tunnel, niet langer meer via de Koningshavenbrug ("De Hef") en de Willemsspoorbrug.
  - 2009 - In Barendrecht botsen twee goederentreinen op elkaar. Een van de machinisten komt om het leven.
- Muziek
  - 1991 - Het album Nevermind van Nirvana komt uit.
- Oorlog
  - 1664 - Peter Stuyvesant capituleert en draagt Nieuw-Amsterdam over aan de Engelsen.
  - 1944 - Bevrijding Deurne en verwoesting van het Groot Kasteel aldaar.
  - 2017 - Drie Bengalese militairen van de vredesmacht van de Verenigde Naties in Mali komen om het leven door een aanslag tijdens de begeleiding van een konvooi tussen de steden Anefis en Gao.
  - 2023 - Nadat het Azerbeidzjaanse leger bij een ééndaags offensief de separatisten van Nagorno-Karabach heeft verslagen, vluchten etnische Armeniërs uit de enclave naar Armenië, uit angst voor etnische zuiveringen.[2]
- Politiek
  - 867 - Keizer Michaël III wordt door een complot in opdracht van medekeizer Basileios I vermoord.
  - 1964 - De Commissie-Warren publiceert haar rapport over de moord op president Kennedy.
  - 1973 - Guinee-Bissau verklaart zich onafhankelijk van Portugal.
  - 1990 - De West-Duitse president Richard von Weizsäcker ondertekent in Bonn het verdrag over de Duitse eenwording. Met het plaatsen van de handtekening is de DDR ook geen lid meer van het Warschaupact.
  - 1990 - Zambia krijgt een meerpartijenstelsel, zo kondigt president Kenneth Kaunda aan.
  - 2000 - Filip Dewinter wordt besmeurd met chocolade door anti-fascisten in het interview in discussieprogramma Buitenhof.
  - 2000 - De Servische president Slobodan Milošević moet het onderspit delven bij de door hem uitgeschreven vervroegde verkiezingen. Oppositieleider Vojislav Koštunica wint.
- Religie
  - 1759 - Paus Clemens XIII creëert 22 nieuwe kardinalen, onder wie de Italiaanse curieprelaat Giovanni Vincenzo Antonio Ganganelli.
  - 1999 - Bisschopswijding van de Nederlander Hugo van Steekelenburg, bisschop van Almenara in Brazilië, door zijn voorganger Diogo Reesink.
- Sport
  - 1950 - Het Albanees voetbalelftal lijdt de zwaarste nederlaag uit zijn bestaan. In Boedapest wordt met 12-0 verloren van Hongarije.
  - 1983 - De Amerikaanse atleet Carl Lewis verbetert het ruim vijf jaar oude record op de 100 meter sprint met 0,01 s en brengt het op 9,92 seconden.
  - 1994 - Bokser Regilio Tuur verovert in sportpaleis Ahoy' de wereldtitel in het supervedergewicht (58,97 kilogram) van de World Boxing Organisation (WBO) ten koste van de Amerikaan Eugene Speed.
  - 1994 - Voetballer Maurice Hofman maakt namens MVV drie doelpunten in acht minuten in het duel tegen FC Utrecht.
  - 2017 - Wielrenner Peter Sagan wordt in Bergen voor het derde jaar op rij wereldkampioen op de weg.
  - 2017 - Nederland eindigt met vier gouden en twee zilveren medailles als eerste in het medailleklassement van de WK wielrennen in het Noorse Bergen, met dank aan onder meer de gouden medailles van Tom Dumoulin, Annemiek van Vleuten en Chantal Blaak.
  - 2022 - Annemiek van Vleuten is opnieuw wereldkampioen op de weg geworden in Wollongong.[3]
  - 2023 - De tennissers van Team Wereld winnen in Vancouver (Canada) de Laver Cup door hun opponenten van Team Europa in het driedaagse toernooi met 13-2 te verslaan.[4]
  - 2023 - De Nederlandse kitefoiler Annelous Lammerts wint zilver bij het EK Formula Kite in Portsmouth (Verenigd Koninkrijk). In de finale moet ze de zege laten aan de Britse Ellie Aldridge.[5]
  - 2023 - Wielrenner Christophe Laporte uit Frankrijk wint de wegwedstrijd voor mannen bij de Europese Kampioenschappen wielrennen in de Nederlandse provincie Drenthe. De Belg Wout van Aert pakt zilver en de Nederlander Olav Kooij is goed voor brons.[6]
  - 2023 - De voetbalklassieker Ajax-Feyenoord wordt in de tweede helft bij een stand van 0-3, na enkele voorafgaande incidenten, definitief gestaakt vanwege vuurwerk op het veld.[7] Later breken er buiten de Johan Cruijff Arena ongeregeldheden uit waarbij de hoofdingang het moet ontgelden en de ME ingrijpt.[8]
  - 2023 - Atlete Tigst Assefa uit Ethiopië loopt bij de marathon van Berlijn een nieuw wereldrecord. Assefa is met een tijd van 2.11.53 ruim sneller dan de oude toptijd van 2.14.04 die de Keniaanse Brigid Kosgei vier jaar geleden liep in Chicago. Bij de mannen wint de Keniaan Eliud Kipchoge voor de vijfde keer maar hij ziet geen kans om het wereldrecord dat sinds vorig jaar op zijn naam staat te verbeteren.[9]
- Wetenschap en technologie
  - 1493 - Christoffel Columbus vertrekt op zijn tweede expeditie naar de 'Nieuwe Wereld'.
  - 1948 - De Honda Motor Company wordt opgericht.
  - 2012 - Aartsbisschop Desmond Tutu krijgt een eredoctoraat uitgereikt van de Rijksuniversiteit Groningen. De Zuid-Afrikaanse geestelijke ontvangt het eredoctoraat op voordracht van de faculteit Godgeleerdheid en Godsdienstwetenschap onder meer vanwege zijn optreden als voorzitter van de Waarheids- en Verzoeningscommissie.
  - 2014 - De eerste interplanetaire missie van de Indiase ruimtevaartorganisatie ISRO, de onbemande sonde Mangalyaan, bereikt een baan om de planeet Mars.[10]
  - 2019 - De Internationale Astronomische Unie (IAU) maakt bekend dat een object dat op 30 augustus 2019 is ontdekt door astronoom Gennady Borisov afkomstig is uit de interstellaire ruimte en voortaan de naam 2I/Borisov zal dragen. Na 1I/'Oumuamua is dit het tweede object dat met zekerheid een interstellaire oorsprong heeft.[11]
  - 2022 - Lancering van een Delta IV heavy raket van United Launch Alliance vanaf Vandenberg Space Force Base Lanceercomplex 6 voor de NROL-91 geheime missie van het Amerikaanse National Reconnaissance Office (NRO). Er wordt verondersteld dat het gaat om een satelliet die onderdeel moet worden van de Keyhole-11 (KH-11) constellatie.[12]
  - 2023 - Lancering van een Falcon 9 raket van SpaceX vanaf Kennedy Space Center Lanceercomplex 40 voor de Starlink group 6-18 missie met 22 Starlink satellieten. Deze missie is de 200e keer dat een Falcon 9/Heavy rakettrap wordt hergebruikt.[13]
  - 2023 - Landing in de woestijn van de Amerikaanse staat Utah van een capsule met monsters van de planetoïde (101955) Bennu die in 2020 zijn genomen door het OSIRIS-REx ruimtevaartuig dat zelf onder de nieuwe naam OSIRIS-APEX verder vliegt naar het volgende doel van de missie: de planetoïde (99942) Apophis.[14] Voor het eerst in de ruimtevaartgeschiedenis heeft NASA materiaal van een planetoïde in de verre ruimte op Aarde kunnen afleveren.[15]

## Geboren

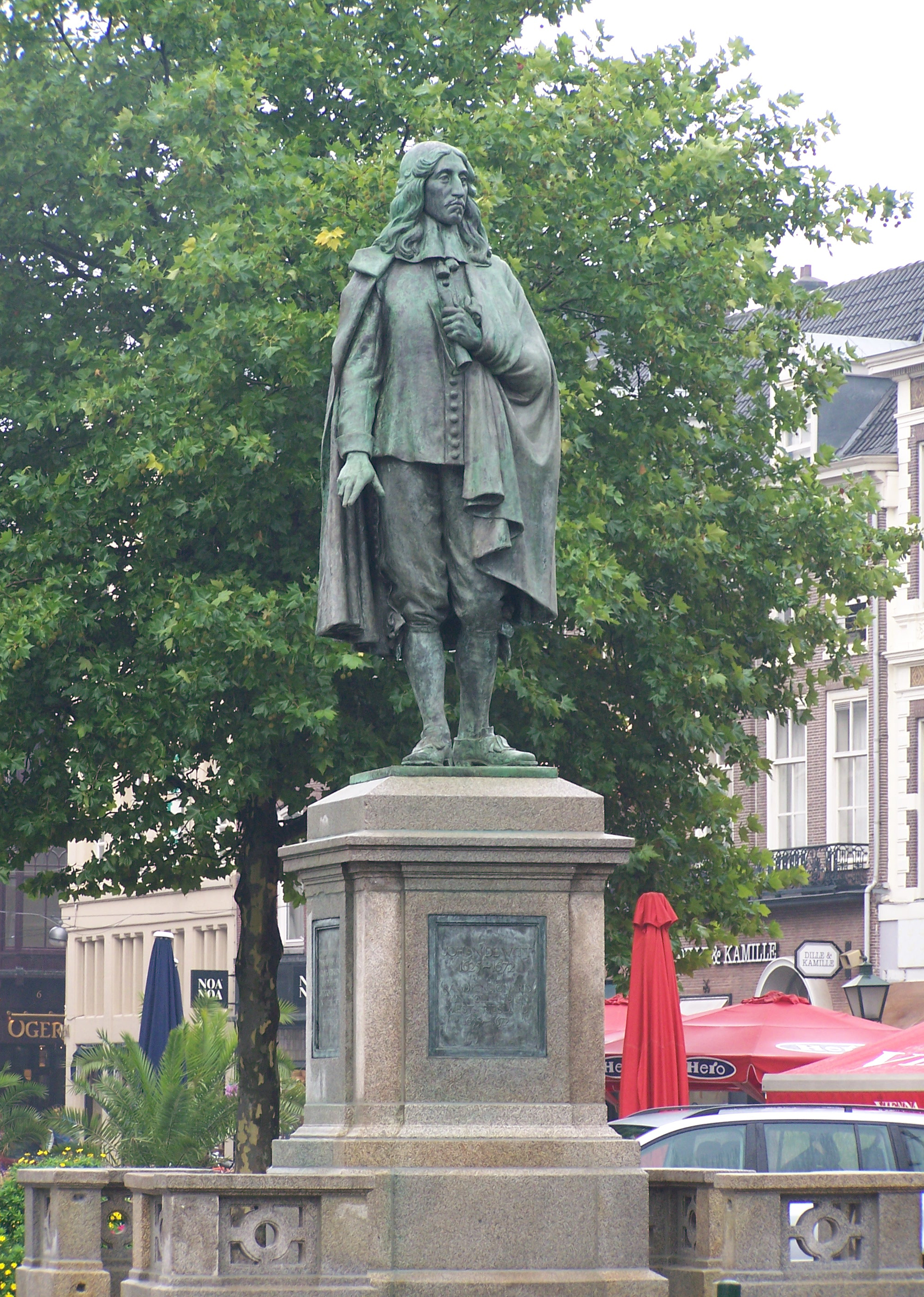
Johan de Witt,
geboren in 1625

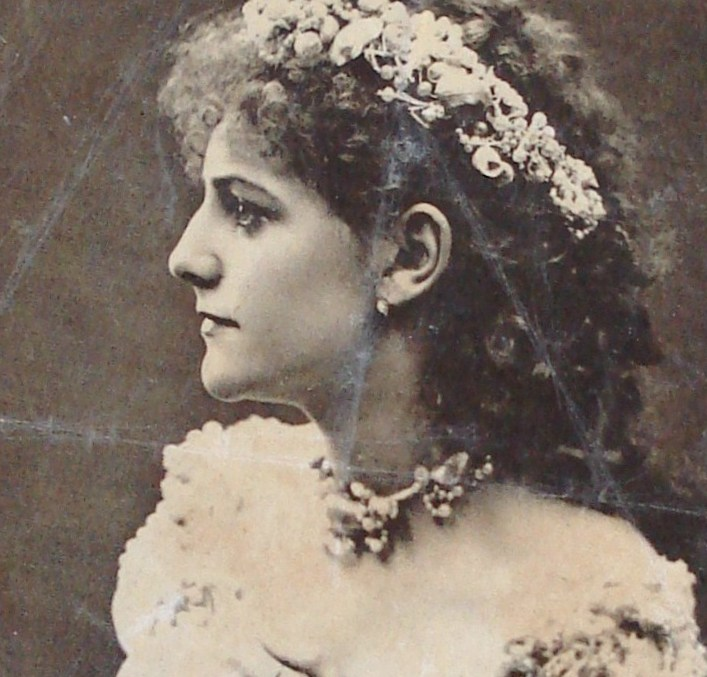
Elizabeth Maria Molteno,
geboren in 1852

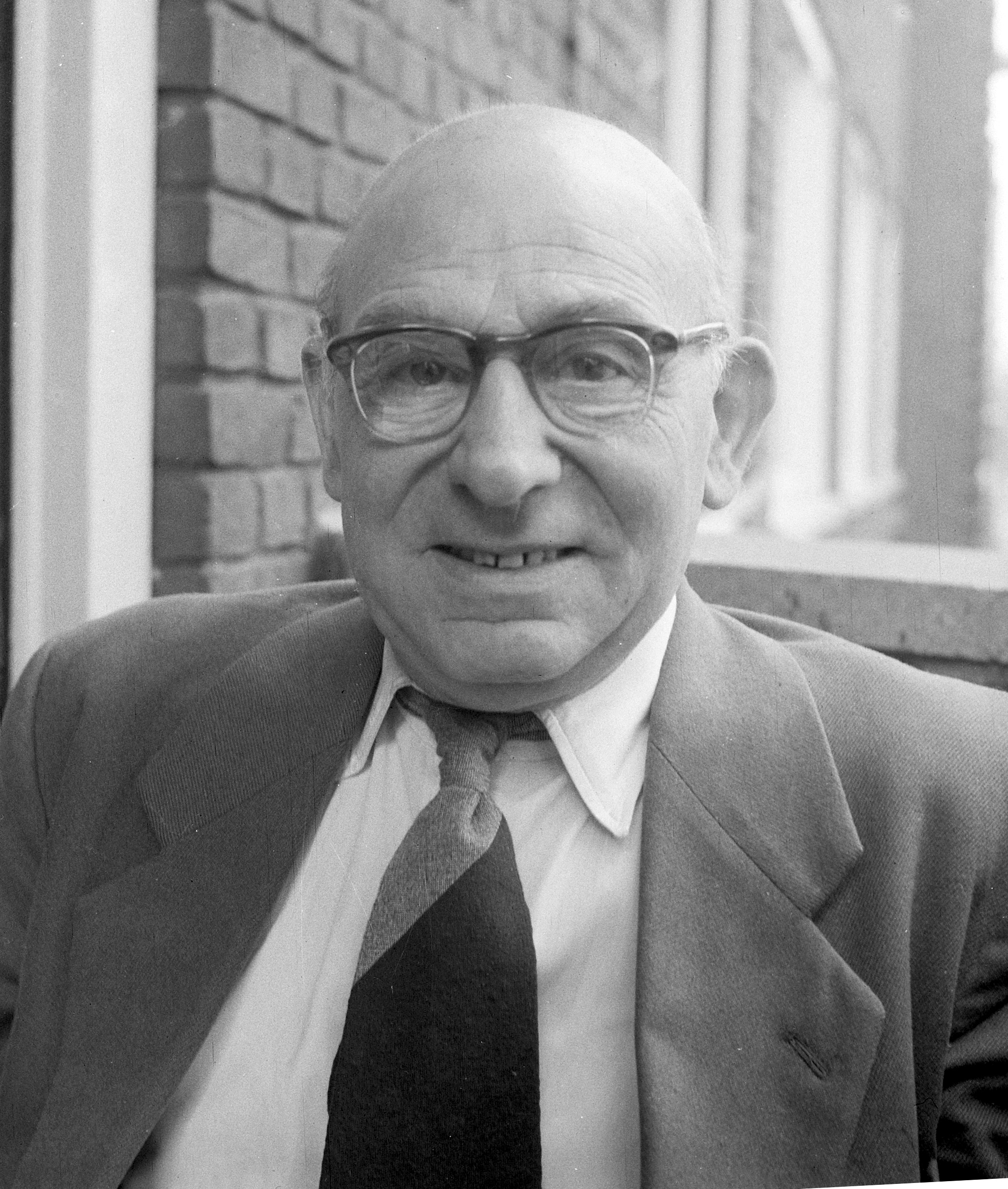
Herman Bouber,
geboren in 1885

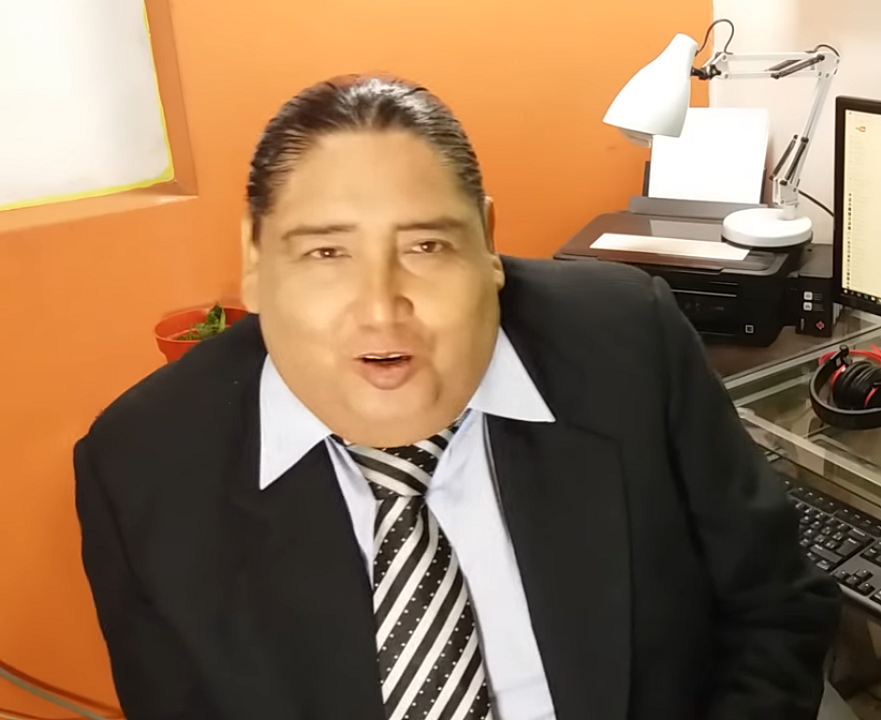
Tongo,
geboren in 1957

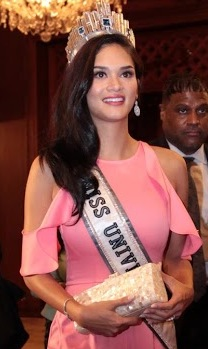
Pia Wurtzbach,
geboren in 1989

- 15 - Aulus Vitellius Germanicus, Romeins keizer (overleden 69)
- 1501 - Girolamo Cardano, Italiaans arts en hoogleraar (overleden 1576)
- 1534 - Goeroe Ram Das, vierde goeroe van het sikhisme (overleden 1581)
- 1577 - Johan Casimir van Nassau-Gleiberg, graaf van Nassau-Gleiberg (overleden 1602)
- 1625 - Johan de Witt, Nederlands politicus (overleden 1672)
- 1704 - Karel August van Waldeck-Pyrmont, Duits vorst (overleden 1763)
- 1717 - Horace Walpole, Brits schrijver en politicus (overleden 1797)
- 1755 - John Marshall, Amerikaans staatsman en rechter (overleden 1835)
- 1770 - Johannes Jelgerhuis, Nederlands kunstschilder en acteur (overleden 1836)
- 1796 - Antoine-Louis Barye, Frans kunstenaar (overleden 1875)
- 1826 - George Price Boyce, Engels kunstschilder (overleden 1897)
- 1835 - M.C. Davies, West-Australisch houtproducent en -handelaar (overleden 1913)
- 1852 - Elizabeth Maria Molteno, Zuid-Afrikaans burger- en vrouwenrechtenactiviste (overleden 1927)
- 1865 - Barry O'Neil, Amerikaans filmregisseur en scenarioschrijver (overleden 1918)
- 1872 - Jaan Teemant, Estisch staatsman (vermoedelijk overleden 1941)
- 1884 - Gustave Garrigou, Frans wielrenner (overleden 1963)
- 1884 - İsmet İnönü, Turks president (overleden 1973)
- 1884 - Johan (August) van Thiel, Nederlands advocaat en procureur-generaal (overleden 1972)
- 1885 - Herman Bouber, Nederlands acteur en toneelschrijver (overleden 1963)
- 1885 - Artur Lemba, Estisch componist en pianist (overleden 1963)
- 1886 - Luis del Rosario, Filipijns aartsbisschop (overleden 1970)
- 1894 - Tommy Armour, Schots golfer (overleden 1968)
- 1894 - José Yulo, Filipijns advocaat, rechter en politicus (overleden 1976)
- 1895 - Frans De Haes, Belgisch gewichtheffer (overleden 1923)
- 1896 - F. Scott Fitzgerald, Amerikaans schrijver (overleden 1940)
- 1898 - Charlotte van Pallandt, Nederlands beeldhouwster (overleden 1997)
- 1902 - Ruhollah Khomeini, Iraans geestelijke (overleden 1989)
- 1905 - Severo Ochoa, Spaans-Amerikaans biochemicus (overleden 1993)
- 1911 - François Adam, Belgisch wielrenner (overleden 2000)
- 1911 - Konstantin Tsjernenko, Sovjet-leider (overleden 1985)
- 1913 - Dirk Hubers, Nederlands keramist en monumentaal kunstenaar (overleden 2003)
- 1913 - Herb Jeffries, Amerikaans (jazz)zanger en filmacteur (overleden 2014)
- 1916 - Chidananda Saraswati, Indiaas yogi (overleden 2008)
- 1921 - Ton Kuyl, Nederlands acteur (overleden 2010)
- 1924 - Nina Botsjarova, Russisch (Oekraïens) turnster (overleden 2020)
- 1925 - Geoffrey Burbidge, Brits astrofysicus (overleden 2010)
- 1925 - Emilio Yap, Filipijns zakenman, bankier, mediamagnaat en filantroop (overleden 2014)
- 1927 - Fons Van Brandt, Belgisch voetballer (overleden 2011)
- 1927 - Louis Van Geyt, Belgisch politicus (overleden 2016)
- 1930 - Hans van Es, Nederlands burgemeester (overleden 2022)
- 1930 - Benjamin Romualdez, Filipijns politicus, diplomaat en zakenman (overleden 2012)
- 1930 - John Young, Amerikaans ruimtevaarder (overleden 2018)
- 1931 - Medardo Joseph Mazombwe, Zambiaans kardinaal (overleden 2013)
- 1931 - Mike Parkes, Brits autocoureur (overleden 1977)
- 1932 - Dik Brouwer de Koning, Nederlands burgemeester (overleden 2022)
- 1932 - Joanne Greenberg (Hannah Green), Amerikaans schrijfster
- 1933 - Raffaele Farina, Italiaans kardinaal
- 1934 - Emanuele Del Vecchio, Braziliaans voetballer (overleden 1995)
- 1934 - Manfred Wörner, Duits politicus (overleden 1994)
- 1936 - Jim Henson, Amerikaans poppenspeler, producent en regisseur (overleden 1990)
- 1937 - Antoon van Hooff, Nederlands ondernemer (overleden 2004)
- 1937 - A.L. Snijders, Nederlands schrijver (overleden 2021)
- 1938 - Sander van Marion, Nederlands organist en dirigent
- 1941 - Linda McCartney, Amerikaans fotografe en muzikante (overleden 1998)
- 1941 - Sam Polanen, Surinaams jurist (overleden 2022)
- 1941 - Tony Rutter, Brits motorcoureur (overleden 2020)
- 1942 - Mike Berry, Brits zanger en acteur (overleden 2025)
- 1942 - Gerry Marsden, Brits zanger en televisiepersoonlijkheid (overleden 2021)
- 1942 - Erik Silvester, Duits schlagerzanger (overleden 2008)
- 1943 - Pierre Carteus, Belgisch voetballer (overleden 2003)
- 1944 - Bernd Bransch, Oost-Duits voetballer (overleden 2022)
- 1945 - David Drake, Amerikaans auteur (overleden 2023)
- 1945 - John Rutter, Engels componist, organist en koordirigent
- 1946 - Pieter Hofstra, Nederlands politicus (overleden 2025)
- 1948 - Phil Hartman, Amerikaans acteur (overleden 1998)
- 1949 - Anders Arborelius, Zweeds kardinaal
- 1949 - Arno Steffenhagen, Duits voetballer
- 1951 - Gert Hekma, Nederlands socioloog (overleden 2022)
- 1952 - Joke van Leeuwen, Nederlands kinderboekenschrijfster en illustratrice
- 1954 - Davey Arthur, Iers folkmuzikant
- 1954 - Ash Carter, Amerikaans Democratisch  politicus (overleden 2022)
- 1954 - Jette van der Meij, Nederlands zangeres en actrice
- 1954 - Marco Tardelli, Italiaans voetballer
- 1956 - Mirjam van Laar, Nederlands atlete
- 1956 - Ilona Slupianek, Duits atlete
- 1957 - Steve Foster, Engels voetballer
- 1957 - Sibongile Khumalo, Zuid-Afrikaans zangeres (overleden 2021)
- 1957 - Jean-Paul Schlatter, Belgisch atleet
- 1957 - Tongo (José Abelardo Gutierrez Alanya), Peruviaans singer-songwriter, acteur, komiek, youtuber en politicus (overleden 2023)
- 1958 - Benedikte Hansen, Deens actrice
- 1958 - Hendrik Verbrugge, Belgisch medicus en schrijver
- 1959 - Els Vader, Nederlands atlete (overleden 2021)
- 1960 - Branko Karačić, Kroatisch voetballer en voetbaltrainer
- 1962 - Ally McCoist, Schots voetballer
- 1963 - Norman Bonink, Nederlands drummer
- 1965 - Fabrice Philipot, Frans wielrenner (overleden 2020)
- 1965 - Robert Siboldi, Uruguayaans voetballer en voetbalcoach
- 1966 - Christophe Bouchut, Frans autocoureur
- 1967 - Noreena Hertz, Brits econoom en activiste
- 1967 - Roland Jansen, Nederlands voetbaldoelman
- 1967 - Geir Sundbø, Noors componist, dirigent, klarinettist en gitarist
- 1968 - Matthew Marsh, Brits-Hongkongs autocoureur
- 1968 - Mike Obiku, Nigeriaans voetballer
- 1969 - Miyoko Asahina, Japans atlete
- 1969 - Shawn Crahan, Amerikaans percussionist
- 1970 - Mark Boog, Nederlands schrijver en dichter
- 1971 - Linda Moes, Nederlands zwemster
- 1971 - Christian Nemeth, Belgisch atleet
- 1971 - Pascal Vandevoort, Belgisch schaker
- 1971 - Kurt Van de Wouwer, Belgisch wielrenner
- 1971 - Michel Vanhaecke, Belgisch wielrenner
- 1972 - Pierre Amine Gemayel, Libanees politicus (overleden 2006)
- 1972 - Richard Groenendijk, Nederlands cabaretier
- 1972 - Jesse Hughes, Amerikaans musicus
- 1974 - Jeroen Heubach, Nederlands voetballer
- 1975 - George Chou, Taiwanees autocoureur
- 1975 - Chris Hill, Australisch triatleet
- 1976 - Mikel Artetxe, Spaans wielrenner
- 1976 - Michelle Ferris, Australische wielrenster
- 1976 - Bruna Genovese, Italiaans atlete
- 1976 - Maud Hawinkels, Nederlands televisiepresentatrice
- 1976 - Olga Rjabinkina, Russisch atlete
- 1976 - Yasser Shahin, Australisch-Palestijns ondernemer en autocoureur
- 1978 - Wietse van Alten, Nederlands boogschutter
- 1979 - Loïc Hélin, Belgisch atleet
- 1980 - Daniele Bennati, Italiaans wielrenner
- 1980 - Diederik Boer, Nederlands voetbalkeeper
- 1980 - Sizwe Ndlovu, Zuid-Afrikaans roeier
- 1980 - Petri Pasanen, Fins voetballer
- 1980 - John Arne Riise, Noors voetballer
- 1981 - Michael Blanchy, Belgisch wielrenner'
- 1981 - Geert Steurs, Belgisch wielrenner
- 1981 - Brian Vandenbussche, Belgisch voetballer
- 1982 - Stef Clement, Nederlands wielrenner
- 1982 - Cristian Ledesma, Italiaans-Argentijns voetballer
- 1983 - Lyndon Ferns, Zuid-Afrikaans zwemmer
- 1983 - Cerezo Fung a Wing, Surinaams voetballer
- 1984 - Matthias Guggenberger, Oostenrijks skeletonracer
- 1984 - Adam Lacko, Tsjechisch autocoureur
- 1984 - Ljoedmyla Josypenko, Oekraïens atlete
- 1985 - Sjaak (Mehdi Chafi), Marokkaans-Nederlands rapper
- 1985 - Linda Hakeboom, Nederlands presentatrice
- 1985 - Isaac Makwala, Botswaans atleet
- 1985 - Jonathan Soriano, Spaans voetballer
- 1986 - Eloise Mumford, Amerikaans actrice
- 1987 - Megan McJames, Amerikaans alpineskiester
- 1987 - Senzo Meyiwa, Zuid-Afrikaans voetbaldoelman  (overleden 2014)
- 1988 - Joline Höstman, Zweeds zwemster
- 1989 - Tor Øyvind Hovda, Noors voetballer
- 1989 - Edgard Iván Rimaycuna Inga, Peruaans priester en pauselijk secretaris
- 1989 - Pia Wurtzbach, Filipijns-Duits actrice en model
- 1990 - Jasmien Biebauw, Belgisch volleybalster
- 1991 - Lorenzo Ebecilio, Nederlands voetballer
- 1991 - Brittany Phelan, Canadees freestyleskiester
- 1992 - Francesca Cauz, Italiaans wielrenster
- 1992 - Jack Sock, Amerikaans tennisser
- 1993 - Kevin Ceccon, Italiaans autocoureur
- 1993 - Liu Shiying, Chinees atlete
- 1993 - Jessy Pi, Frans voetballer
- 1993 - Ben Platt, Amerikaans acteur
- 1994 - Frederik Holst, Deens voetballer
- 1994 - Nicola Tumolero, Italiaans schaatser
- 1995 - Bart van Nunen, Nederlands atleet
- 1997 - Tatsuki Suzuki, Japans motorcoureur
- 1998 - Oskar Elofsson, Zweeds freestyleskiër
- 1998 - Giovanni Latooy, Nederlands vlogger en acteur
- 1999 - Ellie Roebuck, Engels voetbalster
- 2004 - Zoe Bäckstedt, Brits wielrenster
- 2005 - Estelle Pereira, Nederlands voetbalster
- 2006 - Gerrard Xie, Chinees autocoureur
- 2006 - Paul Seixas, Frans wielrenner

## Overleden
- 366 - Paus Liberius

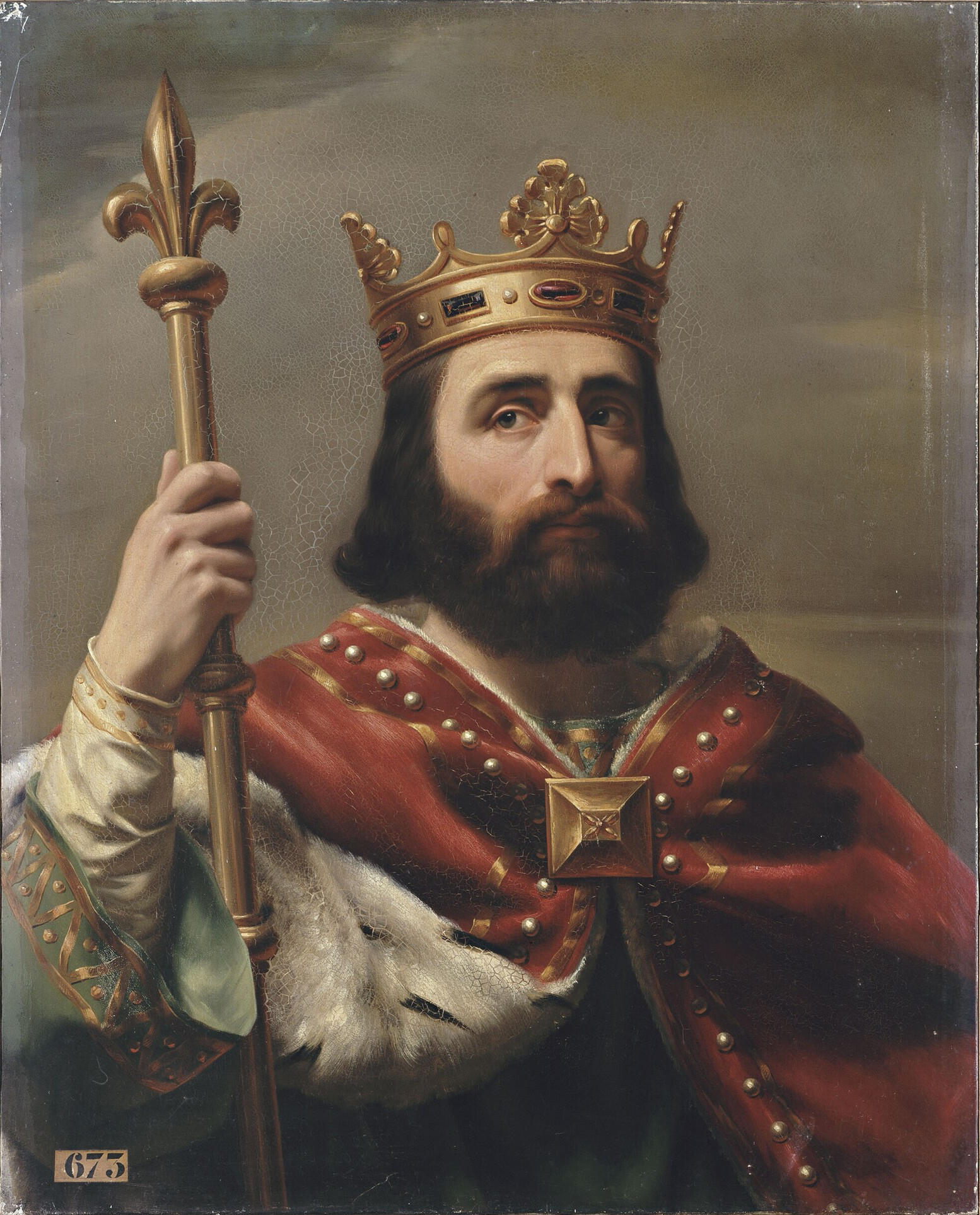
Pepijn de Korte,
overleden in 768

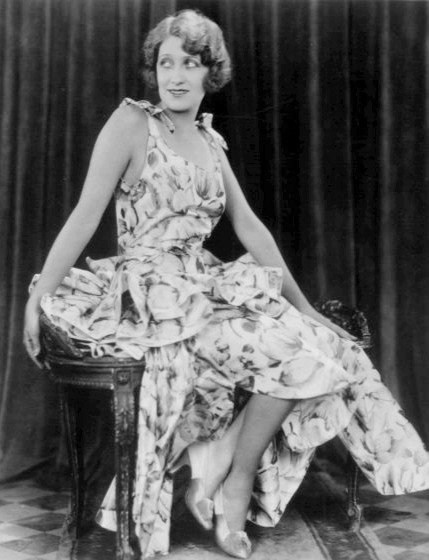
Ruth Etting,
overleden in 1978

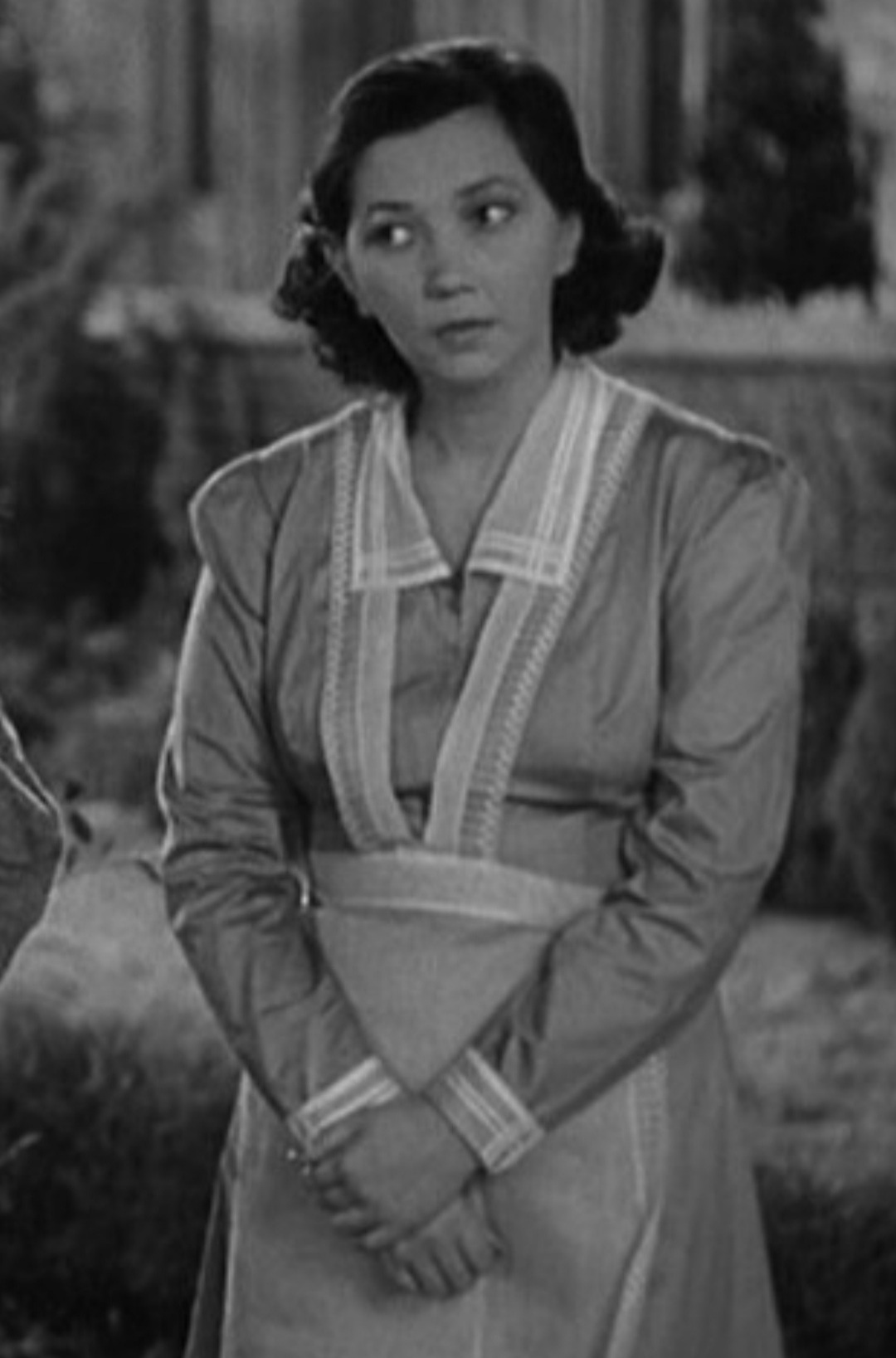
Patsy Kelly,
overleden in 1981

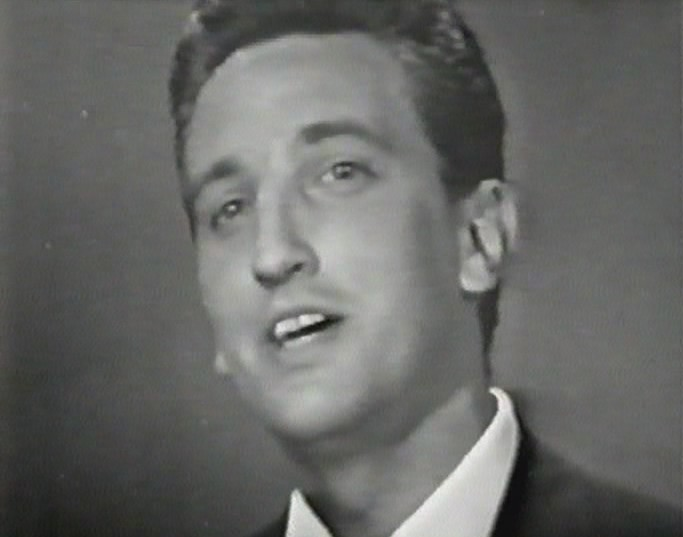
Vice Vukov,
overleden in 2008

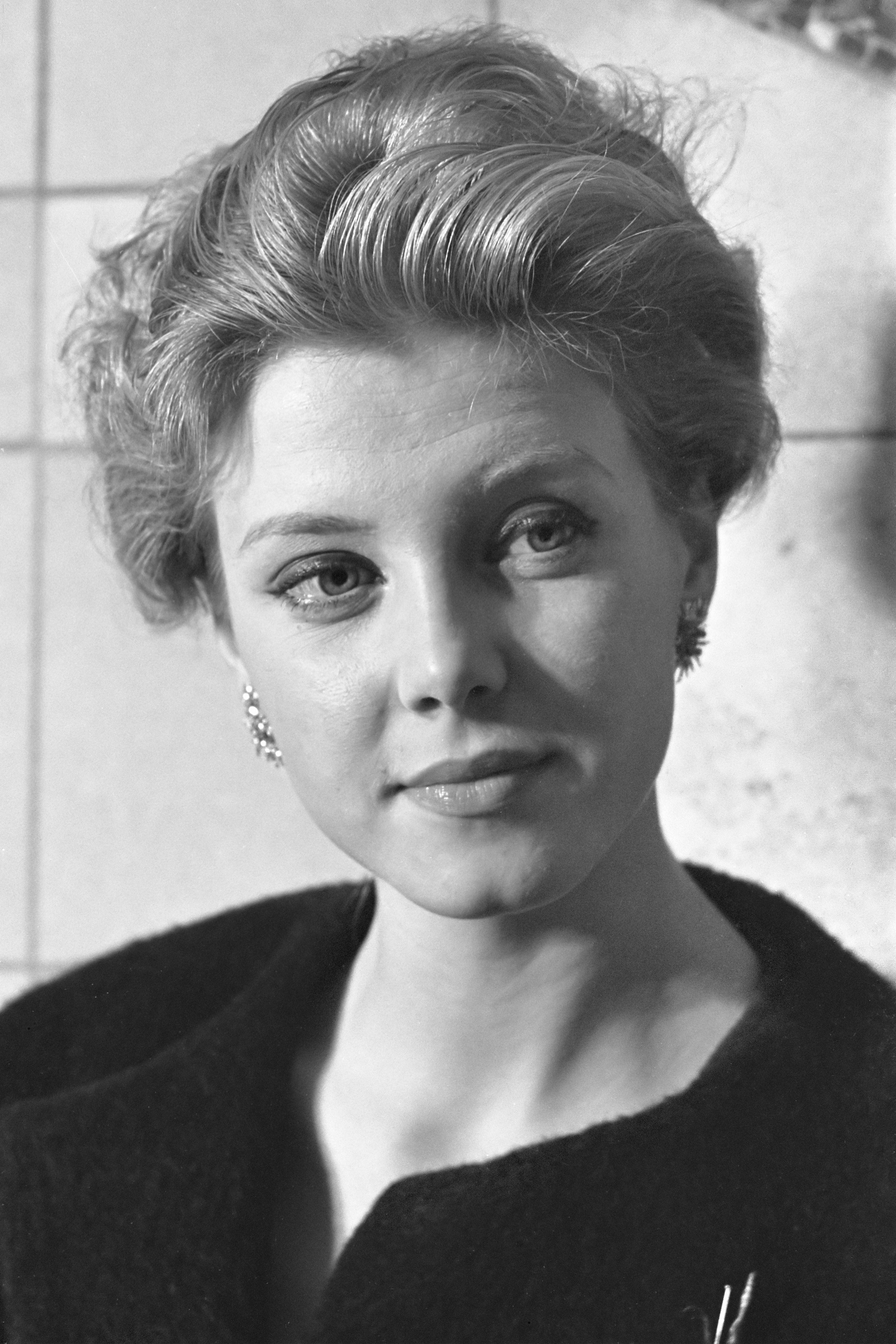
Corine Rottschäfer,
overleden in 2020

- 768 - Pepijn de Korte (54), Frankisch koning
- 867 - Michaël III (27), Byzantijns keizer
- 1143 - Paus Innocentius II
- 1541 - Paracelsus (ca. 47), Zwitsers arts en theoloog
- 1647 - Jan Verzijl (44 of 45), Nederlands schilder
- 1813 - André Ernest Modeste Grétry (72), Belgisch componist
- 1834 - Peter I van Brazilië (35), keizer van Brazilië en koning van Portugal
- 1920 - Peter Carl Fabergé (74), Russisch goudsmid
- 1944 - Jan Klingen (59), Nederlands onderwijzer en verzetsstrijder tijdens de Tweede Wereldoorlog
- 1957 - Simon Franke (77), Nederlands schrijver
- 1960 - Johnny Thomson (38), Amerikaans autocoureur
- 1962 - Bjørn Rasmussen (77), Deens voetballer
- 1966 - Rien van Noppen (65), Nederlands acteur
- 1967 - Robert van Gulik (57), Nederlands sinoloog, diplomaat en auteur
- 1977 - Piet Zwart (92), Nederlands fotograaf, typograaf en industrieel ontwerper
- 1978 - Hasso von Manteuffel (81), Duits generaal en politicus
- 1978 - Ruth Etting (80), Amerikaans zangeres en actrice
- 1981 - Patsy Kelly (71), Amerikaans actrice
- 1985 - Antonio Poma (75), Italiaans kardinaal-aartsbisschop van Bologna
- 1991 - Wim Hennings (86), Nederlands atleet
- 1992 - Brownie Wise (79), Amerikaanse zakenvrouw
- 1993 - Ian Stuart Donaldson (36), Brits zanger
- 1996 - Jannes van der Wal (39), Nederlands dammer
- 2000 - Willem Paul de Roever (83), Nederlands geoloog
- 2001 - Jens Nygaard (69), Amerikaans dirigent
- 2003 - Benson Masya (33), Keniaans atleet
- 2003 - Derek Prince (88), Brits filosoof
- 2004 - Françoise Sagan (69), Frans schrijfster
- 2005 - Aart Geurtsen (79), Nederlands politicus
- 2005 - André Testut (79), Monegaskisch autocoureur
- 2006 - Paul Sjak Shie (77), Surinaams politicus en rechtsgeleerde
- 2008 - Maurits van Nierop (25), Nederlands cricketer
- 2008 - Vice Vukov (72), Kroatisch zanger en politicus
- 2009 - Susan Atkins (61), Amerikaans misdadigster
- 2009 - Forrest Church (91), Amerikaans theoloog en predikant in het Unitaristisch Universalisme
- 2009 - Howard Morrison (74), Nieuw-Zeelands entertainer
- 2009 - Egon Solymossy (87), Hongaars atleet
- 2011 - Surinder Kapoor (86), Indiaas filmproducer
- 2014 - Christopher Hogwood (73), Brits dirigent en klavecinist
- 2014 - Vladimir Kadisjevski (77), Russisch theoretisch natuurkundige
- 2015 - Uğur Dağdelen (41), Turks voetballer
- 2017 - Gisèle Casadesus (103), Frans actrice
- 2020 - Corine Rottschäfer (82), Nederlands Miss World, model en ondernemer
- 2020 - Wim van der Velde (92), Nederlands filmregisseur
- 2021 - Mieke Eggermont-de Mast (86), Nederlands politicus
- 2021 - Pee Wee Ellis (80), Amerikaans muzikant
- 2021 - Lenka Peterson (95), Amerikaans actrice
- 2021 - Takao Saito (84), Japans mangaka (striptekenaar)
- 2022 - Tim Ball (83), Canadees klimatoloog
- 2022 - Kitten Natividad (74), Mexicaans-Amerikaans pornoster en exotisch danseres
- 2022 - Pharoah Sanders (81), Amerikaans jazzsaxofonist
- 2023 - Zvi Hecker (92), Israëlisch architect
- 2023 - Reiky de Valk (23), Nederlands acteur
- 2024 - Pierre-William Glenn (80), Frans cameraman en filmregisseur

## Viering/herdenking

Nationale feestdag Guinee-Bissau

- Guinee-Bissau - Nationale feestdag
- Rooms-katholieke kalender:
  - Onze-Lieve-Vrouw van Barmhartigheid (1897/2000)
  - Onze-Lieve-Vrouw van Walsingham (1233)
  - Heilige Germer († c. 658)
  - Heilige Rupert, beschermheilige van Salzburg (718/720)
  - Heilige Gerardus van Hongarije, beschermheilige van Hongarije († 1046)
  - Heilige Andochius († c. 202)
  - Heilige Pacificus van San Severino († 1721)
  - Zalige Hermann de Lamme (1054)
  - Mare de Déu de la Mercè (OLV van Genade tot Vrijkoop der Slaven) (1218)
- Orthodoxe kalender:
  - Heilige Silouan de Athoniet († 1938)

## Weerextremen

### Nederland
| | Officiële records | Officiële records | Officiële records |      | Landelijke records | Landelijke records | Landelijke records   |
| Gebeurtenis | Jaar              | Extreem           | Locatie           | Jaar | Extreem            | Locatie            |                      |
| --- | ----------------- | ----------------- | ----------------- | ---- | ------------------ | ------------------ | -------------------- |
| Laagste etmaalgemiddelde temperatuur (°C) | 2003              | 8,7               | De Bilt           |      | 1931               | 6,3                | Maastricht           |
| Hoogste etmaalgemiddelde temperatuur (°C) | 1949              | 20,6              | De Bilt           |      | 1949               | 22,5               | Maastricht           |
| Laagste minimumtemperatuur (°C) | 1931              | 0,4               | De Bilt           |      | 1931               | −0,2               | Maastricht           |
| Hoogste minimumtemperatuur (°C) | 1949              | 17,6              | De Bilt           |      | 2006               | 18,5               | Vlissingen           |
| Laagste maximumtemperatuur (°C) | 1922              | 10,3              | De Bilt           |      | 1928               | 10,2               | Eelde                |
| Hoogste maximumtemperatuur (°C) | 1949              | 25,7              | De Bilt           |      | 1949               | 28,6               | Maastricht           |
| Hoogste uurgemiddelde windsnelheid (m/s) | 1927              | 12,3              | De Bilt           |      | 2012               | 23,0               | Vlieland, IJmuiden   |
| Hoogste windstoot (m/s) | 2012              | 26,0              | De Bilt           |      | 2012               | 31,0               | IJmuiden             |
| Langste zonneschijnduur (uur) | 2002              | 10,8              | De Bilt           |      | 2000 2002          | 11,3               | Nieuw Beerta Twenthe |
| Langste neerslagduur (uur) | 1988              | 12,8              | De Bilt           |      | 2022               | 15,7               | Herwijnen            |
| Hoogste etmaalsom van de neerslag (mm) | 1928              | 28,2              | De Bilt           |      | 1988               | 52,2               | Volkel               |
| Laagste etmaalgemiddelde relatieve vochtigheid (%) | 1964              | 60                | De Bilt           |      | 1964               | 57                 | Maastricht, Schiphol |
| Laagste uurwaarde luchtdruk op zeeniveau (hPa) | 1927              | 980,2             | De Bilt           |      | 1927               | 974,8              | De Kooy              |
| Hoogste uurwaarde luchtdruk op zeeniveau (hPa) | 2018              | 1037,7            | De Bilt           |      | 2018               | 1038,6             | Westdorpe            |
| Officiële records worden altijd gemeten op het KNMI-weerstation in De Bilt. Landelijke records kunnen worden gemeten op elk officieel KNMI-weerstation in Nederland. |                   |                   |                   |      |                    |                    |                      |

Uitzonderlijke gebeurtenissen
- 1915 - Laatste officiële warme dag van het jaar (maximumtemperatuur ≥ 20 °C in De Bilt)
- 1949 - Laatste officiële zomerse dag van het jaar (maximumtemperatuur ≥ 25 °C in De Bilt)
- 2023 - Officieel laagste minimumtemperatuur in °C van september dit jaar gemeten in De Bilt: 7,3
- 2023 - Landelijk laagste minimumtemperatuur in °C van september dit jaar gemeten in Woensdrecht: 5,8. Samen met 14 september

### België
Dagrecords
- 1931 - Laagste etmaalgemiddelde temperatuur 7,3 °C
- 1949 - Hoogste etmaalgemiddelde temperatuur 22,6 °C
- 1931 - Laagste minimumtemperatuur 0,6 °C
- 1895 - Hoogste maximumtemperatuur 27,7 °C
- 2004 - Hoogste etmaalsom van de neerslag 25 mm

Uitzonderlijke gebeurtenissen
- 1931 - Algemene vorst ten zuiden van Samber en Maas en in de Kempen.
- 1949 - Maximumtemperatuur 28,5 °C in Rochefort.

<< · 1 · 2 · 3 · 4 · 5 · 6 · 7 · 8 · 9 · 10 · 11 · 12 · 13 · 14 · 15 · 16 · 17 · 18 · 19 · 20 · 21 · 22 · 23 · 24 · 25 · 26 · 27 · 28 · 29 · 30 · >>